# Serpocaulon intricatum
Serpocaulon intricatum là một loài thực vật có mạch trong họ Polypodiaceae. Loài này được (M. Kessler & A.R. Sm.) A.R. Sm. mô tả khoa học đầu tiên năm 2006.